# Brianzola
Brianzola là một giống cừu từ Lombardy ở miền bắc Ý. Nó bắt nguồn từ khu vực lịch sử của Brianza, từ đó nó có tên của vùng này, hiện tại là các tỉnh Como, Lecco và Monza và Brianza hiện đại. Cừu Brianzola được nhân giống chủ yếu trong cộng đồng tại Brianza, Civate, Galbiate, Proserpio, Suello và Valmadrera. Nó là một giống lấy thịt; lông của nó không được sử dụng. Nó là một trong bốn mươi hai giống cừu địa phương có phân bố hạn chế với một cuốn thống kê các cá thể được lưu giữ bởi Associazione Nazionale della Pastorizia, hiệp hội chăn nuôi cừu quốc gia Ý.

## Lịch sử
Nguồn gốc của giống này chưa được xác định, nhưng có thể được chia sẻ với các giống cừu lớn khác của dãy Alps như Bergamasca, Biellese và Lamon. Dẫn xuất nhiều báo cáo về những giống này bắt nguồn từ cừu Sudan là một giả thuyết được công bố vào năm 1886 trong Traité de zootechnie của André Sanson; giả thuyết này không có nền tảng trong khoa học. Số lượng giống cừu này giảm mạnh trong giai đoạn sau Chiến tranh thế giới thứ hai, từ khoảng 4000 con năm trước chiến tranh đến 60–80 con vào đầu năm 1983; và hiện tại đã phục hồi. Tình trạng bảo tồn của giống được FAO liệt kê là "quan trọng" trong năm 2007. Tổng số cá thể giống này là 911 được báo cáo trong năm 2008, và năm 2013 tổng số cá thể giống là 1464, trong đó tất cả là ở tỉnh Como.